# 바다링역
바다링역(중국어: 八达岭站)은 베이징시 경계내 팔달령(八达岭) 부근에 위치한 징바오 철로(구 "징장 철로")의 작은 철도역이다. 바로 옆에는 중국에서 가장 유명한 관광명소인 만리장성이 있다. 중국 철로 베이징국 그룹 소속의 4등역이다. 본역은 1960년 관거우 구간에 2개선을 증축하면서 증설된 73㎞의 선로소(线路所)로 출발하였고, 1979년 여객 승강장이 추가되어 바다링역이 되었다.

## 같이 보기
- 징장 철로
- 징바오 철로

## 인접정차역
| 중국 철로                           | 중국 철로                           | 중국 철로                     |
| ----------------------------------- | ----------------------------------- | ----------------------------- |
| 칭룽차오 칭룽차오 서 베이징 북 방면 | ← 3km 징장 철로 9km → (징바오 철로) | 캉좡 바오터우 방면            |
| 베이징 교외철도                     |                                     |                               |
| 난커우 황투뎬 방면                  | 베이징 교외철도 S2선                | 옌칭/캉좡 시·종착역/사청 방면 |